# 矢掛町立矢掛中学校
矢掛町立矢掛中学校（やかげちょうりつやかげちゅうがっこう）は、岡山県小田郡矢掛町にある公立中学校。

## 沿革
- 1947年(昭和22年)4月1日 - 矢掛町立矢掛中学校　　中川・川面学校組合双川中学校設立
- 1949年(昭和24年)4月1日 - 矢掛町・中川・川面村学校組合立矢掛中学校設立
- 1959年(昭和29年)4月1日 - 矢掛町立矢掛中学校　美川村立美川中学校設立
- 1967年(昭和32年)4月1日 - 矢掛町立矢掛中学校　矢掛町立横谷中学校設立
- 1979年(昭和54年)4月1日　- 矢掛町立矢掛中学校設立

## 部活動
- バレーボール部（女）
- バスケットボール部（女）
- ソフトテニス部（男・女）
- バドミントン部（女）
- 野球部（男・女）
- サッカー部（男・女）
- 美術部（男・女）
- パソコン部（男・女）
- ジャズバンド部（男・女）